# Calimera
Calimera – miejscowość i gmina we Włoszech, w regionie Apulia, w prowincji Lecce.
Według danych na rok 2004 gminę zamieszkiwało 7296 osób, 663,3 os./km².